# 齿状鞭打绣球
齿状鞭打绣球（学名：Hemiphragma heterophyllum var. dentatum）为玄参科鞭打绣球属下的一个变种。